# Philip Oakey
Philip Oakey (Hinckley, 2 oktober 1955) is een Britse componist, zanger, songwriter en producer. die bekend werd als leadzanger van de band The Human League.
Zijn grootste hit was "Don't You Want Me" op het album Dare uit 1981. Begin jaren tachtig was hij vooral bekend om zijn ongebruikelijke kapsel met lang haar aan de ene kant en kort aan de andere kant.
Hij werkte ook samen met producer Giorgio Moroder aan het album Philip Oakey & Giorgio Moroder, waaronder de hitsingle "Together in electric dreams".
Naast de Human League heeft hij een uitgebreide solo-muziekcarrière opgebouwd.

## NPO Radio 2 Top 2000
Van Philip Oakey stond alleen Together in electric dreams (met Giorgio Moroder) in 1999 in de NPO Radio 2 Top 2000, op plek 1910.
- Bibsys: 5042674
- Biblioteca Nacional de España: XX1050842
- Bibliothèque nationale de France: cb13898054p (data)
- Gemeinsame Normdatei: 134475488
- International Standard Name Identifier: 0000 0001 1443 9071
- Library of Congress Control Number: n91079420
- MusicBrainz: 90df1c5c-0c89-44cd-8552-0273007dfd27
- Nationale Bibliotheek van Tsjechië: xx0117902
- Nationale bibliotheek van Australië: 35572618
- Nationale Bibliotheek van Israël: 987008816733705171
- Nationale en Universitaire bibliotheek Zagreb: 000068152
- Nederlandse Thesaurus van Auteursnamen: 070655138
- Trove: 1000285
- Virtual International Authority File: 51876258
- WorldCat: E39PBJhhqb3HVtC86mcDGXpdcP